# Ångbåt i snöstorm
Ångbåt i snöstorm (engelska: Snow Storm – Steam-Boat off a Harbour's Mouth (making Signals in Shallow Water, and going by the Lead. The Author was in this Storm on the Night the Ariel left Harwich) eller Steamer in a Snow Storm) är en oljemålning av den engelske konstnären William Turner från 1842. Den testamenterades till brittiska staten av konstnären och har varit utställd på National Gallery 1856–1910 och 1952–1968 samt på Tate Gallery däremellan och därefter.
I Ångbåt i snöstorm, en av Turners mest lidelsefulla målningar, skildras naturens och elementens raseri. Från ett vildsint energiladdat centrum tycks färgen snurra ut mot dukens kanter. Turner har i snabba stråk lagt på ett tjockt lager färg och skapat starka ljus-dunkelkontraster. Han har inte försökt skildra stormen på ett åskådligt sätt, betraktaren snarare känner hur en ångbåt stampar fram över ett stormpiskat hav och genom drivande snö. Eftersom Turner i första hand inte var intresserad av regelrätt avbildning blev han en viktig föregångare till modernt, abstrakt måleri. 
Den långa engelska titeln anger att konstnären var ombord på ångbåten Ariel under en stormig färd från Harwich. Konstnären har också uppgivit att sjömännen surrade fast honom vid masten under stormen som ska ha ägt rum en januarinatt 1842. Hans uppgifter har dock ifrågasatts och man har heller inte lyckas finna en ångbåt vid namn Ariel som trafikerat Harwich vid denna tidpunkt. Däremot fanns det en hjulångare med detta namn med hemmahamn Dover. Marinmålaren Samuel Walter avbildade denna båt 1831.
Turner målade ett flertal tavlor som skildrar hårt väder till sjöss. En annan tavla av Turner på Tate Gallery, som också skildrar en snöstorm, är Snow Storm: Hannibal and his Army Crossing the Alps (1812). 

## Galleri

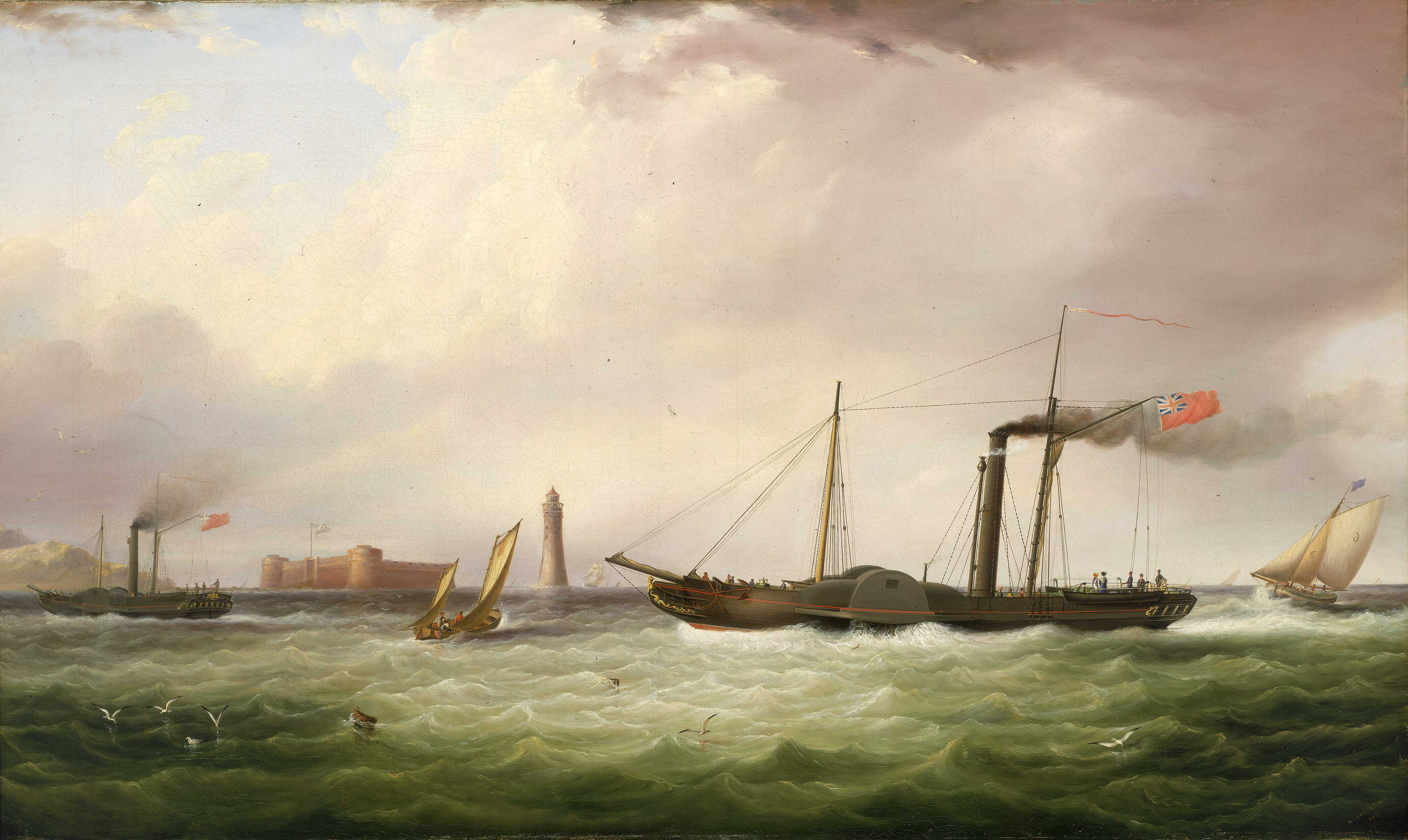
Samuel Walters Hjulångaren Ariel (1831), National Maritime Museum i Greenwich.
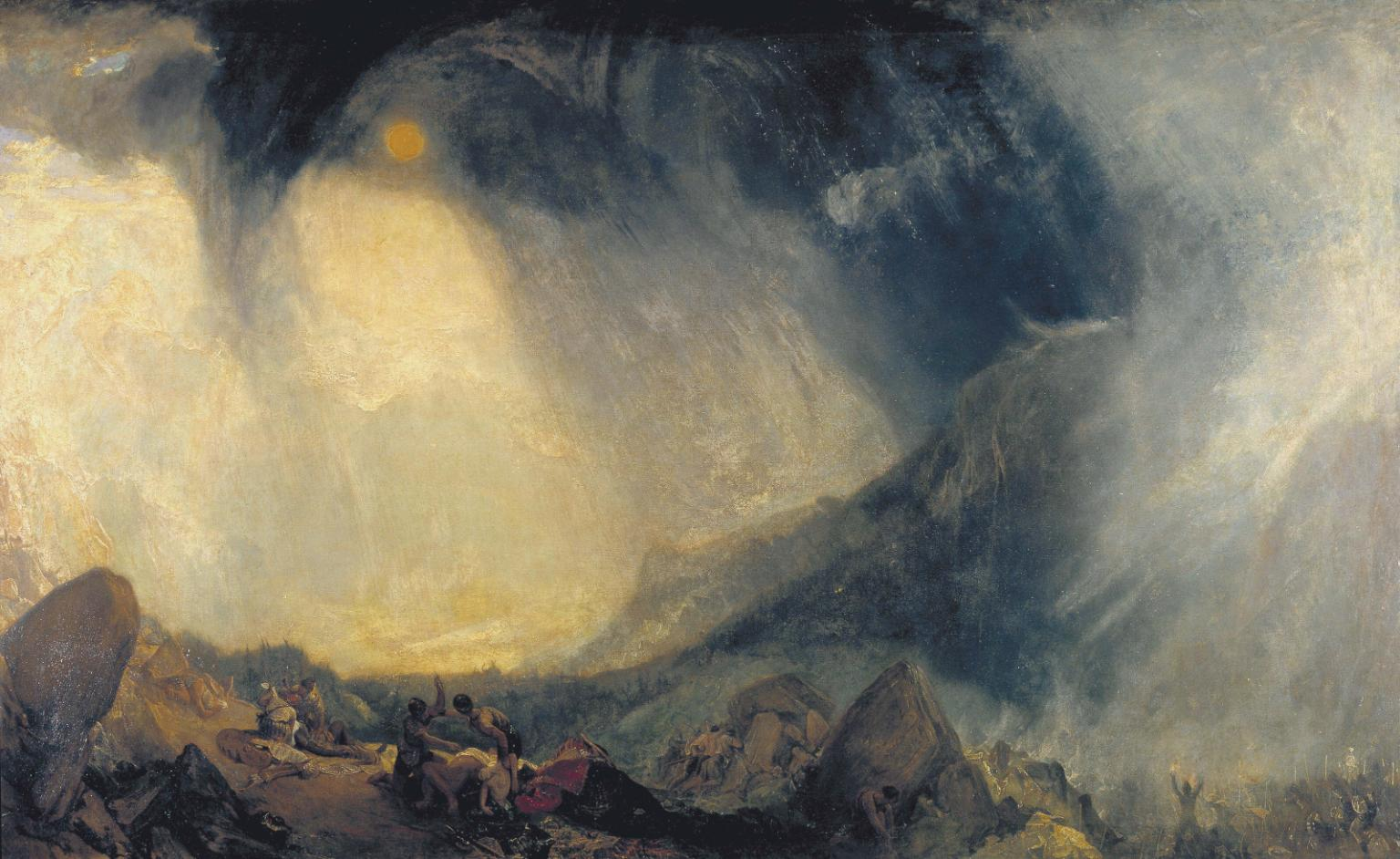
Snow Storm: Hannibal and his Army Crossing the Alps (1812), Tate Gallery.